# 玫瑰琵鷺
玫瑰琵鷺（學名：Platalea ajaja），又名玫瑰紅琵鷺或粉紅琵鷺，是一種琵鷺。牠們有時被分類到單型的玫瑰琵鷺屬中。牠們是南美洲的留鳥，分佈在安地斯山脈東邊，加勒比海地區、中美洲、墨西哥及美國墨西哥灣沿岸地區。

## 特徵

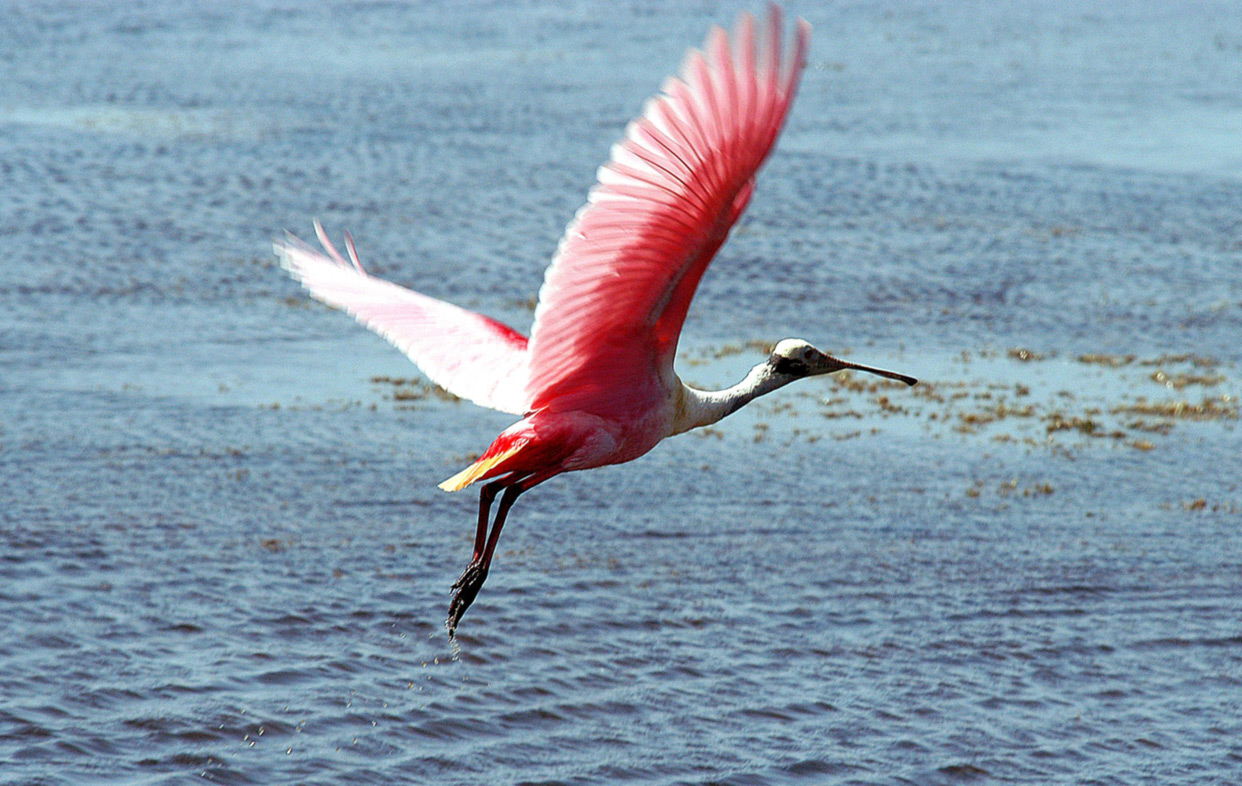
飛行時的玫瑰琵鷺。

玫瑰琵鷺高80厘米，翼展闊1.2-1.3米。牠們的腳很長，喙長而呈竹片狀。成鳥頭部光禿及呈綠色，頸部、背部及胸部呈白色，其他的都呈深粉紅色。喙呈灰色。雄鳥和雌鳥相似。
玫瑰琵鷺飛行時的頭部向前伸。

## 繁殖

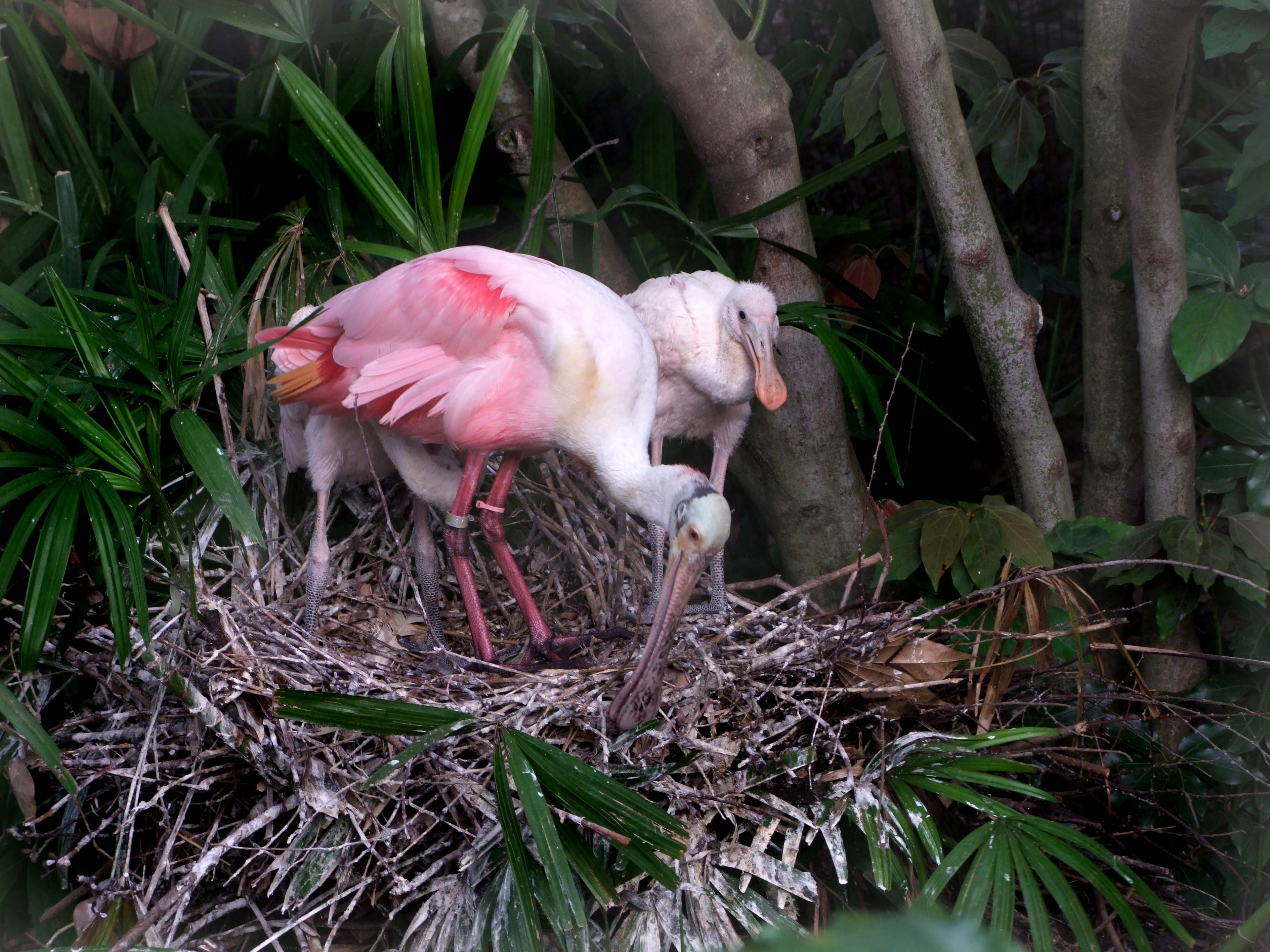
在巢中的成鳥及兩隻幼鳥。

玫瑰琵鷺會在叢林或樹上（一般在紅樹林）築巢。牠們每次會生2-5隻蛋，蛋呈白色及有褐色斑紋。幼鳥的頭部有羽毛及呈白色，主羽較為淡色。喙呈黃色或粉紅色。

## 威脅
現有沒有資料指有掠食成鳥。雛鳥有時會被紅頭美洲鷲、白頭海鵰、浣熊及紅火蟻所殺。於2006年發現了一隻達16歲的玫瑰琵鷺，是為野外年紀最老的。

## 覓食
玫瑰琵鷺會在淺水區覓食，涉足及將喙放入水中尋找食物。牠們吃甲殼類、水生甲蟲及蟲、青蛙及蠑螈和細小的魚類。牠們有時會在雪鷺、大白鷺、三色鷺及美洲鵜鶘附近覓食。在美國的达灵国家野生动物避难处（J. N. "Ding" Darling National Wildlife Refuge）是一個可以容易觀賞玫瑰琵鷺的地方。

## 外部連結
- Flickr （页面存档备份，存于）